# Ricardo Olivera (diplomático)
Ricardo Olivera (Mercedes, 10 de junio de 1886-1949) fue un diplomático argentino, que se desempeñó como embajador de su país en Paraguay, México, la Alemania nazi y la Francia de Vichy. 

## Biografía
Estudió derecho en la Universidad de Buenos Aires, La Sorbona y el Collège de France. En 1903 fundó la revista nacionalista Ideas con Manuel Gálvez.
Comenzó su carrera diplomática en 1908, siendo secretario en la legación argentina en Italia. Luego prestó servicios en Brasil, Suecia y Ecuador, ejerciendo también una secretaría en la Presidencia de la Nación. En 1926 es nombrado embajador en Paraguay, ocupando el cargo desde marzo de 1927 hasta diciembre de 1930, cuando es enviado a Europa. En 1935 fue nombrado ministro plenipotenciario en Rumania, Bulgaria, Grecia y Yugoslavia.
Cumplía funciones en Suecia, cuando recibió una copia de la circular N.° 11/1938 del Ministro de Relaciones Exteriores y Culto José María Cantilo, que obstaculizaba la huida de judíos desde Europa hacia Argentina. Entre 1938 y 1939 fue embajador en México.

### Embajador en Alemania y Francia
Entre julio de 1939 y 1942 fue embajador en la Alemania nazi. En el cargo, informó sobre las políticas de deportación de los judíos del Reich alemán y la situación en Países Bajos.
Posteriormente, fue embajador en la Francia de Vichy desde 1942 hasta agosto de 1943. Al igual que durante su cargo en la Alemania nazi, buscó dar protección a los judíos argentinos, como así también a judíos provenientes de Grecia, luego de que Argentina asumiera la representación de los intereses griegos desde 1941, logrando la liberación de los judíos griegos del campo de concentración de Compiègne, en el norte de Francia. Pese a sus labores, estando en Berlín y en Vichy discriminaba entre los ciudadanos judíos nativos y los naturalizados argentinos, exigiendo pruebas documentales y la comprensión del idioma castellano para comprobar «su grado de argentinidad». Su accionar fue cuestionado por el ministro de Relaciones Exteriores y Culto Segundo Storni.
En enero de 1943, las autoridades alemanas llamaron a Olivera, proponiéndole repatriar a 15 judíos argentinos que aún vivían en Francia en un plazo de tres meses. En mayo de 1943 se comunicó con el Ministerio de Asuntos Exteriores de Francia para informar la intención del gobierno de Argentina de acoger a mil niños judíos franceses. Pese a las gestiones de Olivera, el proyecto no fue concretado.
Recibió la Legión de Honor en grado gran cruz por parte de Philippe Pétain. Su secretario Alberto F. Agüero lo sucedió como jefe de misión hasta la ruptura de relaciones diplomáticas en 1944.